# Dunyu
Genre
Dunyu (qui signifie « poisson bouclier » en Hanyu Pinyin) est un genre fossile d'agnathes galéaspides, connu du Silurien moyen-supérieur du Yunnan, dans le Sud-Ouest de la Chine,.

## Description
Comme tous les galéaspides, Dunyu avait un bouclier céphalique avec une ouverture médiane dans la zone antérieure aux orbites ; chez Dunyu, celle-ci était en forme de fente, allongé et très étroit. Le bouclier céphalique mesurait jusqu'à 9 cm de long et était équipé de deux processus en forme de corne tournés vers l'arrière et d'orbites positionnées vers l'avant. Dunyu était caractérisé par le troisième canal transversal biramé, et surtout par de gros tubercules en forme de polygone, à surface plane et longs de plus de 2 mm. L'espèce type, D. longiforus, était caractérisée par un bouclier céphalique de forme légèrement ovale, des « cornes » pointues et des dimensions plus grandes que l'espèce plus petite, D. xiushanensis, avec un bouclier céphalique plus arrondi et des cornes plus larges,.

## Liste des espèces
- † Dunyu longiforus Zhu et al., 2012 - espèce type
- † Dunyu xiushanensis (Liu, 1983)

## Classification
Dunyu a été décrit pour la première fois en 2012, sur la base de restes fossiles trouvés dans la région de Qujing, dans la province du Yunnan, en Chine ; l'espèce type est D. longiforus, remontant au début du Silurien supérieur. Le spécimen type est IVPP V 17681, un bouclier céphalique complet préparé par C. H. Xiong. L'espèce D. xiushanensis, initialement nommée comme une espèce d’Eugaleaspis, a été trouvée dans un sol légèrement plus ancien de la région de Chongqing. L'holotype est IVPP V 6793.1, un autre bouclier céphalique complet.
Le nom valide complet (avec auteur) de ce taxon est Dunyu Zhu, Liu, Jia & Gai, 2012.